# Vozera Mjastra
Vozera Mjastra (vitryska: Возера Мястра) är en sjö i Belarus.   Den ligger i voblasten Minsks voblast, i den norra delen av landet, 120 km norr om huvudstaden Minsk. Vozera Mjastra ligger 162 meter över havet. Arean är 11,8 kvadratkilometer. Den sträcker sig 5,8 kilometer i nord-sydlig riktning, och 4,4 kilometer i öst-västlig riktning.
Följande samhällen ligger vid Vozera Mjastra:
- Mjadzel (10 000 invånare)

Omgivningarna runt Vozera Mjastra är en mosaik av jordbruksmark och naturlig växtlighet. Runt Vozera Mjastra är det glesbefolkat, med 19 invånare per kvadratkilometer.